# San Eduardo (ort i Colombia, Boyacá, lat 5,20, long -73,05)
San Eduardo är en ort i Colombia.   Den ligger i departementet Boyacá, i den centrala delen av landet, 130 km nordost om huvudstaden Bogotá. San Eduardo ligger 1 840 meter över havet och antalet invånare är 524.
Terrängen runt San Eduardo är kuperad åt nordväst, men åt sydost är den bergig. Runt San Eduardo är det mycket glesbefolkat, med 2 invånare per kvadratkilometer. Närmaste större samhälle är Miraflores, 10,5 km väster om San Eduardo. I omgivningarna runt San Eduardo växer i huvudsak städsegrön lövskog.